# Zeche Hitzberg
Die Zeche Hitzberg in Essen-Baldeney ist ein ehemaliges Steinkohlenbergwerk. Die Zeche ist entstanden aus der Zeche Barenscheid. Die Zeche Hitzberg gehörte zu den Gründungsmitgliedern des Vereins für Bergbauliche Interessen.

## Bergwerksgeschichte
Im Jahr 1566 wurde ein Vertrag zwischen dem Abt Hermann von Werden und seinen Mitgewerken geschlossen. Vertragsinhalt war der Abbau der Steinkohlenflöze im Bereich Schenkenbusch, Barenscheid und Woushof. Die Lagerstätte befand sich westlich des späteren Bahnhofs Essen-Hügel. Danach wird über die Zeche Barenscheid nichts mehr in den Unterlagen erwähnt. Am 26. April des Jahres 1793 wurde eine Konzession durch den Abt von Werden für den Abbau von Steinkohle erstellt. Im Anschluss daran ging die Zeche in Betrieb. Im Jahr 1803 wird der Erbstollen zum ersten Mal genannt. Im darauffolgenden Jahr war eine Dampfmaschine in Betrieb, die Maschine diente vermutlich der Wasserhaltung. Im Jahr 1807 wurde Abbau betrieben, der Tagetrieb No. 1 war in Förderung. In den Jahren 1811 bis 1815 war der Tagetrieb No. 2 in Förderung. Im Jahr 1825 kam es zur Vereinigung mit der Zeche Blumendelle zur Zeche Vereinigte Hitzberg & Blumendelle und mit der Zeche Dickebank zur Zeche Vereinigte Hitzberg & Dickebank.

## Vereinigte Hitzberg & Blumendelle
Die Zeche Vereinigte Hitzberg & Blumendelle in Essen-Baldeney ist im Jahr 1825 aus der Vereinigung der Zeche Blumendelle mit der Zeche Hitzberg entstanden. Da die Zeche nur knapp vier Jahre in Betrieb war, wird über die Zeche nur wenig berichtet. Im Jahr der Vereinigung wurden im Flöz Blumendelle Ausrichtungsarbeiten betrieben. Im darauffolgenden Jahr wurde der Schacht Peter abgeteuft. Am 21. Oktober des Jahres 1829 wurde die Zeche Vereinigte Hitzberg & Blumendelle stillgelegt.

### Blumendelle
Die Zeche Blumendelle in Essen-Bredeney ist etwa um das Jahr 1774 aus dem Grubenfeld Woushof, auch genannt Wüsthof, entstanden. Das Grubenfeld Woushof war ein Teilbereich der Zeche Barenscheid. Am 21. Februar des Jahres 1774 erteilte der Abt von Werden die Konzession für den Abbau von Steinkohle. Im Anschluss daran wurde Steinkohle abgebaut. Im Jahr 1802 wurden 75 Ringel Steinkohle pro Tag abgebaut. Im Jahr 1825 kam es zur teilweisen Vereinigung mit der Zeche Hitzberg zur Zeche Vereinigte Hitzberg & Blumendelle. Im Jahr 1850 wurde die Gewerkschaft neu gegründet und die Zeche wurde wieder in Betrieb genommen. Die Berechtsame umfasste in diesem Jahr ein Längenfeld. Im Jahr 1858 waren 30 Bergleute auf der Zeche angelegt. Im Jahr 1861 wurden mit 19 Bergleuten etwa 3300 Tonnen Steinkohle gefördert. Im Jahr 1863 war die Zeche noch in Betrieb, etwa um das Jahr 1865 wurde die Zeche Blumendelle in Fristen gelegt. Etwa um das Jahr 1870 konsolidierte die Zeche Blumendelle mit zwei weiteren Zechen zur Zeche Vereinigte Hitzberg, Crusenberg & Blumendelle.

## Vereinigte Hitzberg & Dickebank
Die Zeche Vereinigte Hitzberg & Dickebank in Essen-Bredeney ist im Jahr 1825 aus der Vereinigung der Zechen Hitzberg und Dickebank entstanden. Die Zeche war auch unter dem Namen Zeche Vereinigte Hitzberg Dickebank bekannt. Sie wurde auch schon Zeche Vereinigte Hitzberg genannt. Im Jahr der Vereinigung wurde ein Tiefer Stollen aufgefahren, es wurde Stollenbau betrieben. Im Jahr 1828 wurde Abbau betrieben und der tiefe Stollen weiter aufgefahren. Am 31. Januar desselben Jahres erreichte der Tiefe Stollen eine Länge von 232½ Lachtern. In diesem Jahr wurde in dem Generalbericht für das Bergrevier Werden folgendes vermerkt:

„unter den fortgesetzten Stollen verdient nur der Hitzberger Stollen genannt zu werden“

Der Stollen war so gut ausgebaut, dass er vermutlich Erbstollencharakter hatte. Im Jahr 1829 wurde eine Pferdebahn zur Kohlenniederlage an der Ruhr erstellt, die Bahn hatte eine Länge von 400 Lachtern. Im darauffolgenden Jahr wurde der Tiefe Stollen weiter vorgetrieben, auch wurde weiter Abbau betrieben. In der Zeit vom 3. bis zum 26. April wurde für den Tiefen Stollen das Erbstollenrecht verliehen. Da der Stollen keinen Vorteil mehr brachte, ruhte ab dem Jahr 1835 das Erbstollenrecht. Im Jahr 1844 wurde der Stollen weiter aufgefahren. Im Jahr 1853 wurden die Längenfelder Flöz Dickebank und Flöz Hitzberg verliehen. In den Jahren 1853 bis 1857 wurde nachweislich Abbau betrieben. Im Jahr 1858 wurden mehrere Querschläge aufgefahren. Zweck der Auffahrung war die Lösung der Grubenfelder Jungfer und Fortuna. Am Jahresende des Jahres 1869 wurde die Zeche Vereinigte Hitzberg & Dickebank stillgelegt. Etwa um das Jahr 1870 kam es zur Konsolidation zur Zeche Vereinigte Hitzberg.

### Förderung und Belegschaft
Die ersten bekannten Belegschaftszahlen stammen aus dem Jahr 1830, damals waren 35 Bergleute auf dem Bergwerk beschäftigt. Im Jahr 1834 wurden mit 47 Bergleuten 245.395 Scheffel Steinkohle abgebaut. Im Jahr 1836 wurden 59.921 preußische Tonnen Steinkohle abgebaut. Im Jahr 1840 sank die Förderung auf 43.087½ preußische Tonnen Steinkohle. Im Jahr 1842 Anstieg der Förderung auf 49.442 preußische Tonnen Steinkohle. Im Jahr 1846 wurden 158.548 Scheffel Steinkohle gefördert. Im Jahr 1858 waren 40 Bergleute auf der Zeche beschäftigt. Im Jahr 1861 wurden mit 13 Bergleuten 2880 Tonnen Steinkohle abgebaut. Im Jahr 1867 sank die Förderung auf 669 Tonnen, diese Förderung wurde von elf Bergleuten erbracht. Die letzten bekannten Förder- und Belegschaftszahlen des Bergwerks stammen aus dem Jahr 1869, in diesem Jahr wurden mit zwei Bergleuten 320 Tonnen Steinkohle gefördert.

### Dickebank
Die Zeche Dickebank in Essen-Baldeney war nur wenige Jahre in Betrieb. Bereits im Jahr 1802 war das Bergwerk in Fristen gelegt. Im darauffolgenden Jahr war die Zeche Dickebank in Betrieb. Im Jahr 1825 konsolidierte die Zeche Dickebank zur Zeche Vereinigte Hitzberg & Dickebank.

## Vereinigte Hitzberg
Die Zeche Vereinigte Hitzberg in Essen Baldeney ist aus der Konsolidation der Zechen Blumendelle, Vereinigte Krusenberg und Vereinigte Hitzberg & Dickebank entstanden. Die Zeche war auch unter dem Namen Zeche Vereinigte Hitzberg, Crusenberg & Blumendelle bekannt. In den 1870er Jahren wurde die Zeche auch Zeche Vereinigte Hitzberg & Dickebank genannt. Im Jahr 1875 wurde die Zeche in den Unterlagen genannt, jedoch fehlen jegliche Förderangaben. Auch im Jahr 1879 fehlen jegliche Förderangaben, vermutlich wurde die Zeche Vereinigte Hitzberg danach stillgelegt. Im Jahr 1920 wurde ein Vertrag mit der Zeche Langenbrahm geschlossen, der den Abbau durch die Zeche Langenbrahm gestattete.